# Castello di Laguscello
Il castello di Laguscello, detto anche Agoscello o Lacoscello, è un castello medievale in rovina risalente all'XI-XII secolo, i cui resti si trovano sull'omonimo colle, circa 1 km a nord di Sambucetole nel comune di Amelia.

## Storia
Il castello era posto sulla importante linea di confine, lungo l'antico e strategico corridoio bizantino, tra i territori di Amelia e Todi ed era una fortezza di primaria importanza durante le lotte tra il comune di Amelia e quello di Todi. Laguscello, antico feudo della famiglia romana degli Anguillara, fu acquistato nel XIII secolo dalla potente famiglia todina dei Chiaravalle signori, poi conti, del Castello di Canale.
Esso divenne la seconda roccaforte della famiglia dei Chiaravalle dove si ritirarono in varie occasioni durante le secolari lotte con la fazione guelfa di Todi capeggiata dalla famiglia Atti. A Laguscello esisteva un'antica chiesa, ora anch'essa diruta, dedicata a San Biagio. Vi furono ospitati l'Imperatore Ludovico il Bavaro e l'antipapa Niccolò V nel 1328 richiamati in Todi dagli stessi Chiaravalle con cospicue donazioni in denaro. Fu successivamente conquistato dal cardinale Egidio Albornoz nella seconda metà del XIV secolo per poi tornare sotto l'egida chiaravallese.
La rocca fu assedia e distrutta nell'agosto 1500 da 13.000 soldati pontifici agli ordini di Bartolomeo d'Alviano, Vitellozzo Vitelli e Paolo Orsini per volere di Alessandro VI.. Nei registri delle decime degli anni 1275 e 1279 riportati nel testo "Rationes Decimarum Italiae" viene riportato il nome della chiesa di Laguscello, dedicata a San Biagio. I Chiaravalle dopo la distruzione di Laguscello si trasferirono in Amelia dove diedero origine alla famiglia Canali o Canale, denominazione quest'ultima assunta dal nome del vicino castello di Canale, di cui i Chiaravalle erano proprietari insieme a Laguscello.